# Latina Football Club Polisportiva 1979-1980
Questa pagina raccoglie le informazioni riguardanti il Latina Football Club Polisportiva nelle competizioni ufficiali della stagione 1979-1980.

## Rosa
| N. |                   | Ruolo | Calciatore           |  |
| -- | ----------------- | ----- | -------------------- |  |
|    | Italia (bandiera) | A     | Ivo Banella          |  |
|    | Italia (bandiera) | A     | Salvatore Caiazza    |  |
|    | Italia (bandiera) | A     | Enzo Carnevale       |  |
|    | Italia (bandiera) | D     | Niccolò Cervato      |  |
|    | Italia (bandiera) | C     | Damiano Coletta      |  |
|    | Italia (bandiera) | A     | Alessandro Cristiani |  |
|    | Italia (bandiera) | A     | Gian Luigi Dal Din   |  |
|    | Italia (bandiera) | P     | Mario Di Pasquale    |  |
|    | Italia (bandiera) | D     | Maurizio Dozzi       |  |
|    | Italia (bandiera) | D     | Mario Faccenda       |  |
|    | Italia (bandiera) | C     | Angelo Fadigati      |  |

| N. |                   | Ruolo | Calciatore         |
| -- | ----------------- | ----- | ------------------ |
|    | Italia (bandiera) | C     | Giovanni Faedda    |
|    | Italia (bandiera) | A     | Mario Giovannetti  |
|    | Italia (bandiera) | P     | Enzo Lauro         |
|    | Italia (bandiera) | D     | Paolo Lucchi       |
|    | Italia (bandiera) | C     | Maurizio Marchetti |
|    | Italia (bandiera) | C     | Alberto Marini     |
|    | Italia (bandiera) | D     | Gianpiero Morgagni |
|    | Italia (bandiera) | D     | Alberto Pizzi      |
|    | Italia (bandiera) | C     | Giacomo Polidori   |
|    | Italia (bandiera) | A     | Nicola Sardelli    |
|    | Italia (bandiera) |       | Sorrentino         |

## Risultati

### Campionato

#### Girone di andata
| 30 settembre 1979 1ª giornata | Latina | 2 – 3 | Osimana |  |

| 7 ottobre 1979 2ª giornata | LVPA Frascati | 0 – 2 | Latina |  |

| 14 ottobre 1979 3ª giornata | Francavilla | 3 – 2 | Latina |  |

| 21 ottobre 1979 4ª giornata | Latina | 2 – 0 | Avezzano |  |

| 28 ottobre 1979 5ª giornata | Giulianova | 3 – 1 | Latina |  |

| 4 novembre 1979 6ª giornata | Latina | 0 – 0 | Banco di Roma |  |

| 11 novembre 1979 7ª giornata | Civitanovese | 1 – 0 | Latina |  |

| 18 novembre 1979 8ª giornata | Latina | 0 – 0 | Formia |  |

| 25 novembre 1979 9ª giornata | Cassino | 0 – 1 | Latina |  |

| 2 dicembre 1979 10ª giornata | Latina | 4 – 0 | ALMAS |  |

| 9 dicembre 1979 11ª giornata | L'Aquila | 0 – 1 | Latina |  |

| 16 dicembre 1979 12ª giornata | Civitavecchia | 2 – 0 | Latina |  |

| 30 dicembre 1979 13ª giornata | Latina | 0 – 1 | Riccione |  |

| 6 gennaio 1980 14ª giornata | Palmese | 1 – 0 | Latina |  |

| 13 gennaio 1980 15ª giornata | Latina | 2 – 0 | Casertana |  |

| 20 gennaio 1980 16ª giornata | Lanciano | 0 – 0 | Latina |  |

| 27 gennaio 1980 17ª giornata | Latina | 2 – 2 | Vis Pesaro |  |

#### Girone di ritorno
| 3 febbraio 1980 18ª giornata | Osimana | 0 – 0 | Latina |  |

| 10 febbraio 1980 19ª giornata | Latina | 1 – 0 | LVPA Frascati |  |

| 17 febbraio 1980 20ª giornata | Latina | 1 – 1 | Francavilla |  |

| 24 febbraio 1980 21ª giornata | Avezzano | 2 – 1 | Latina |  |

| 2 marzo 1980 22ª giornata | Latina | 0 – 0 | Giulianova |  |

| 9 marzo 1980 23ª giornata | Banco di Roma | 1 – 0 | Latina |  |

| 16 marzo 1980 24ª giornata | Latina | 2 – 1 | Civitanovese |  |

| 23 marzo 1980 25ª giornata | Formia | 1 – 0 | Latina |  |

| 30 marzo 1980 26ª giornata | Latina | 2 – 0 | Cassino |  |

| 13 aprile 1980 27ª giornata | ALMAS | 0 – 0 | Latina |  |

| 20 aprile 1980 28ª giornata | Latina | 4 – 0 | L'Aquila |  |

| 27 aprile 1980 29ª giornata | Latina | 0 – 0 | Civitavecchia |  |

| 11 maggio 1980 30ª giornata | Riccione | 2 – 1 | Latina |  |

| 18 maggio 1980 31ª giornata | Latina | 2 – 1 | Palmese |  |

| 25 maggio 1980 32ª giornata | Casertana | 0 – 1 | Latina |  |

| 1º giugno 1980 33ª giornata | Latina | 0 – 3 | Lanciano |  |

| 8 giugno 1980 34ª giornata | Vis Pesaro | 0 – 1 | Latina |  |